# Universitat de Hong Kong
La Universitat de Hong Kong (en anglès University of Hong Kong sovint abreujat com a HKU, informalment coneguda com a Hong Kong University - xinès tradicional: 香港大學 pinyin Xiānggǎng dàxué) és la més antiga institució d'educació superior a Hong Kong. El seu lema és "Sapientia et virtus" en llatí, que significa "la saviesa i la virtut", "明德格物" en xinès. L'idioma oficial d'ensenyament és l'anglès.

## Classificacions
En el Rànquing de Xangai de 2021 estava classificada en el grup de la 101 a la 200 del mon. La Universitat és segons Quacquarelli Symonds una "universitat d'investigació comprensiva de classe mundial" y ocupó el puesto 24 en el 2009 THES - QS World University Rankings, per la qual cosa és la segona a l'Àsia (després de la Universitat de Tòquio). El 2009, va ser classificada com la primera de les universitats asiàtiques per Quacquarelli Symonds. HKU també s'inclou en el rànquing del 2006 de Newsweek de les 100 millors universitats mundials.

## Història
Desembre 1916: primera congregació

La Universitat es va establir oficialment el 1911 i va tenir la seva cerimònia d'obertura en 1912. Mentre Frederick Lugard va considerar que la societat xinesa en el moment no s'adaptava a ideals com el comunisme, la Universitat originalment va emular la Universitat de Manchester, posant l'accent en les ciències sobre les humanitats. Es va iniciar amb només una Facultat de Medicina, que havia evolucionat de la Facultat de Medicina de Hong Kong No obstant això, al cap d'un any es van establir les Facultats d'Enginyeria i Arts (que no oferien graus en sociologia ni filosofia). Al desembre de 1916, la Universitat va celebrar la seva primera congregació, amb 23 titulats i 5 graduats d'honor.
Després de la Segona Guerra Mundial, la Universitat va tornar a obrir i es va sotmetre a l'evolució estructural dels esforços de reconstrucció post-guerra, requerint una major inversió en dret i ciències socials. La Facultat de Ciències Socials es va crear el 1967 i el Departament de Dret a 1969. La població estudiantil a 1961 va ser de 2.000, quatre vegades més que el 1941.
El 1982, es va crear la Facultat d'Odontologia, amb seu a l'hospital dental Prince Philip. Que segueix sent avui dia l'única facultat per a la formació del professorat en odontologia de Hong Kong. El 1984, l'Escola d'Arquitectura va passar a ser plenament una facultat, i en el mateix any una Facultat de Dret va ser creada. La Facultat de Ciències Econòmiques i Empresarials es va crear el 2001 com la desena facultat de la Universitat i la més jove.
Després de 1989, el govern de Hong Kong va començar a posar l'accent en l'educació local terciària (大專), conservant molts estudiants locals que haurien estudiat a l'estranger com el Regne Unit. En preparació per a la transferència de la sobirania de Hong Kong de 1997, augment considerablement places d'alumnes i varietat en els cursos. En conseqüència, la població estudiantil del 2001 havia crescut a 14.300 i els cursos de doctorat en oferta a més de cent.
La HKU ha alimentat el major nombre d'estudiants de postgrau de recerca a Hong Kong, que constitueixen aproximadament el 10% de la població estudiantil total. Les deu facultats i departaments proporcionen ensenyament i supervisió per als estudiants de recerca (mestratge i doctorat) amb l'administració realitzada per l'Escola de Graduats. A causa d'aquest èmfasi en la investigació, incloent els esforços reeixits durant la crisi de la SARS el 2003, molts laboratoris de la Universitat van obtenir la condició de "Laboratori Estatal Clau" (中華人民共和國國家重點實驗室).
2001: 90è aniversari

L'any 2001 va marcar el 90 aniversari de Hku. Va ser publicat el  Growing with Hong Kong: Hku and its Graduates - The First 90 Years  per l'Editorial de la Universitat en el 2002 com un estudi sobre l'impacte dels titulats de la HKU en diferents camps de Hong Kong.
2006: canvi de nom de la Facultat de Medicina

El gener de 2006, tot i protestes d'alguns alumnes i exalumnes, la Facultat de Medicina va ser reanomenada com a Facultat de medicina Li Ka Shing "com un reconeixement de la generositat" del sr. Li Ka-shing i la seva Fundació, que es van comprometre a donar suport amb mil milions de dòlars per al desenvolupament de la "Universitat en general, així com per a la investigació i les activitats acadèmiques en la medicina".

## Campus

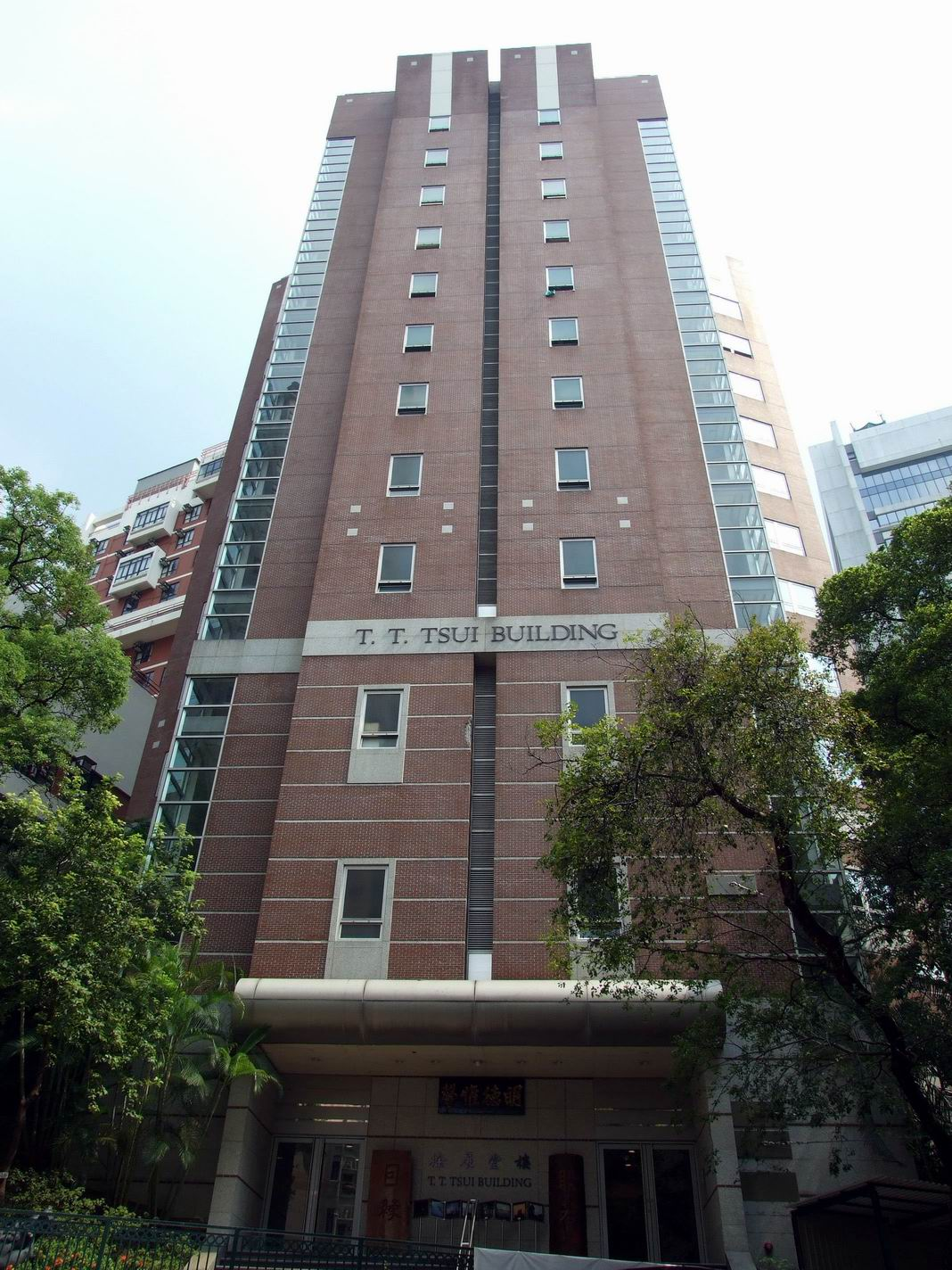
L'Edifici Tsui

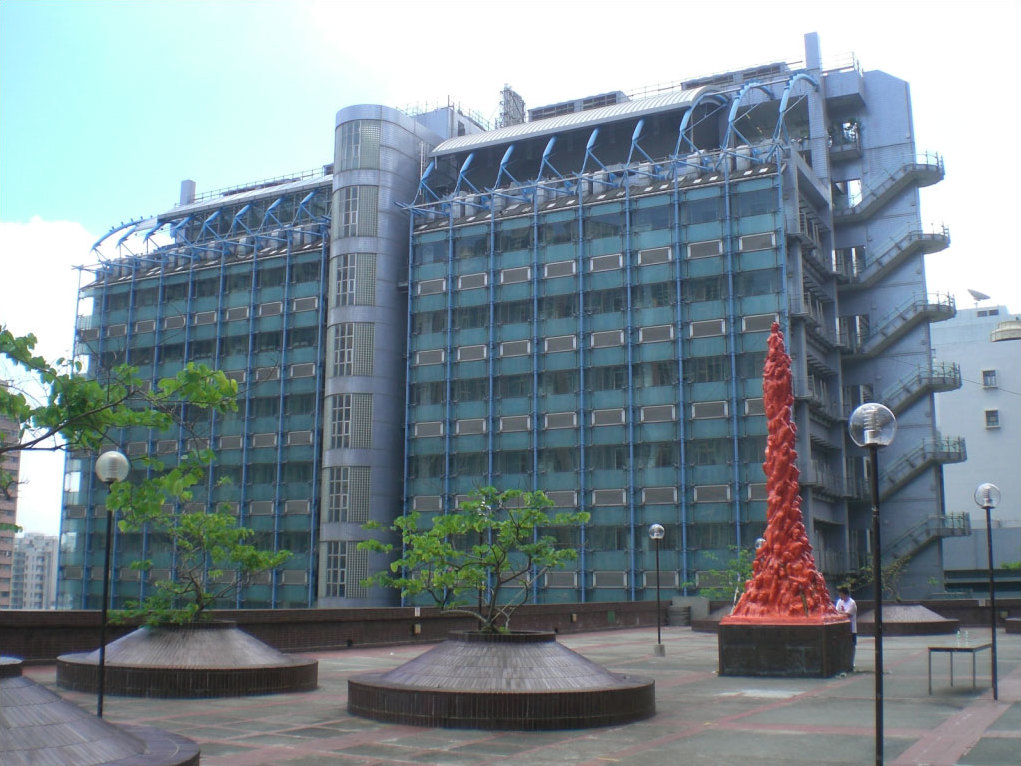
L'Edifici Kadoorie de Ciències Biològiques el "Pilar de la Vergonya"

El campus principal de la universitat abasta 160.000 metres quadrats de terreny a Bonham Road i Pok Fu Lam Road, Mid-levels a l'Illa de Hong Kong. els edificis de Hku són alguns dels pocs exemples que queden de l'arquitectura colonial britànica a Hong Kong.
La Facultat Li Ka Shing de Medicina es troba a 4,5 quilòmetres al sud-oest del campus principal, en el Districte Sud, prop de Sandy Bay i Pok Fu Lam. El campus mèdic inclou l'Hospital Queen Mary, l'edifici William Mong MW i instal·lacions de recerca. La Facultat d'Odontologia es troba al Prince Philip Dental Hospital, Sai Ying Pun.
La universitat també opera el Kadoorie Agricultural Research Center, que ocupa 95.000 metres quadrats de terra en els Nous Territoris, el Swire Institute of Marine Science a l'extrem sud de la Península d'Aguilar a l'illa de Hong Kong.

## Unitats acadèmiques
La universitat compta amb 10 facultats i una sèrie d'unitats acadèmiques que ofereixen programes d'estudi i cursos per a estudiants.
School of Professional and Continuing Education (SPACE)
HKU SPACE va ser creat el 1956 per proporcionar diferents nivells d'educació contínua sobre una àmplia gamma de temes, per exemple, cursos d'idioma japonès i cursos d'idioma mandarí. HKU SPACE executa els seus programes sense el subsidi del Govern de Hong Kong i recentment ha esdevingut un col·legi de tipus comunitat-institució, alguna cosa similar a les escoles de comunitat als EUA.

## Biblioteques
Es va establir en 1912 i és la biblioteca acadèmica més antiga a Hong Kong amb més de 2,3 milions de volums. Si bé el nombre total de volums físics ha estat creixent, la col·lecció electrònica també s'ha expandit ràpidament. Un catàleg al web de la biblioteca, DRAGON Arxivat 2018-03-02 a Wayback Machine., li permet a un buscar llibres de HKUL, revistes i altres recursos.
HKUL ara comprèn la Biblioteca Central i sis sucursals de biblioteques especialitzades, la d'Odontologia, Educació, Fung Ping Shan (idioma d'Àsia oriental), Yu Chun Keung Medical, Lui Che Woo Law i la .hku.hk/muslib/index.html biblioteca de música Arxivat 2013-07-11 a Wayback Machine.. Estan situats en edificis en tot el campus amb diferents horaris d'obertura.
Facultats
- Facultat d'Arquitectura Arxivat 2001-11-26 at the Library of Congress
- Facultat d'Arts Arxivat 2015-12-25 a Wayback Machine.
- Facultat de Negocis i Ecnomia
- Facultat d'Odontologia Arxivat 2009-12-23 a Wayback Machine.
- Facultat d'Educació
- Facultat d'Enginyeria Arxivat 2011-05-30 a Wayback Machine.
- Facultat de Dret
- Facultat de Medicina Li Ka Shing
- Facultat de Ciència
- Facultat de Ciències Socials

## Persones afiliades a la HKU
En ser la més antiga i l'única universitat a Hong Kong durant dècades, la Universitat de Hong Kong ha educat moltes persones notables. Un d'ells fou Sun Yat-sen, president fundador de la Xina moderna, que es va graduar a l'Escola de Medicina de Hong Kong.